# La Main à couper
La Main à couper is een Frans-Italiaanse film van Étienne Périer die werd uitgebracht in 1974.
Het scenario is gebaseerd op de misdaadroman Quatre jours en enfer (1970) van Pierre Salva.

## Verhaal
De veertigjarige Hélène Noblet heeft alles wat haar hartje begeert: haar man is een gewaardeerde arts, ze heeft twee fijne kinderen (een zoon en een dochter), een ruim en mooi huis, voldoende geld, een antiekzaak die ze, puur voor  het plezier, samen met haar vriendin Pascale uitbaat en ... een jonge minnaar, Philippe. Philippe is een vriend van haar zoon.
Op een dag wordt haar harmonieus burgerlijk leventje grondig dooreengeschud wanneer ze Philippe vermoord aantreft op hun wekelijkse afspraak. Ondanks de schok heeft ze nog net de tegenwoordigheid van geest om zijn adressenboekje mee te grissen. Daar staat namelijk haar naam in vermeld. Bij het verlaten van het gebouw merkt ze dat haar wagen is verdwenen.

## Rolverdeling
| Acteur           | Personage         |
| ---------------- | ----------------- |
| Lea Massari      | Hélène Noblet     |
| Michel Bouquet   | Georges Noblet    |
| Bernard Blier    | inspecteur Moureu |
| Michel Serrault  | Édouard Henricot  |
| Michel Albertini | Daniel Noblet     |
| Lise Danvers     | Nadine Noblet     |
| Dora Doll        | Pascale Effront   |
| José Artur       | de antiquair      |
| Pierre Tabard    | inspecteur Benoît |
| Lita Recio       | de conciërge      |
| Raoul Curet      | de juwelier       |
| Paul Bisciglia   | de wetsdokter     |